# Umm al-Fadl bint al-Ma'mun
Umm al-Fadl bint al-Ma'mun (arabisch أم الفضل بنت المأمون; geb. wohl nach 810; gest. im 9. Jahrhundert) war eine Prinzessin der Abbasiden-Dynastie und eine Tochter des siebten Abbasiden-Kalifen al-Ma'mun (reg. 813–833).

## Leben
Umm al-Fadl war eine Tochter des siebten Abbasiden-Kalifen al-Ma'mun (786–833). Sie wurde im Spätsommer 817 oder im Jahr 818 mit dem sechsjährigen Muhammad, einem Sohn des achten imamitisch-schiitischen Imam Ali al-Ridha verheiratet; die Ehe aber erst viele Jahre später vollzogen. Zur gleichen Zeit wurde ihre Schwester Umm Habib bint al-Ma'mun mit Ali Ridha verheiratet.

## Rezeption in der klassisch-arabischen Literatur
Umm al-Fadl bint al-Ma'mun wird in der klassisch-arabischen Literatur unter anderem im Geschichtswerk von al-Tabari erwähnt.